# Csíkszentgyörgy
Csíkszentgyörgy (románul Ciucsângeorgiu) falu Romániában Hargita megyében. A település Körisvényfalva, Jenőfalva, Zata, Czikó, Lacz és Gál összeolvadásából keletkezett.

## Fekvése
Csíkszeredától 22 km-re délkeletre a Fiság völgyében, a Csíki-medencében fekszik.

## Története
1332-ben de Sancto Georgio néven említik először. Első temploma 1336-ban leégett, ekkor épült mai római katolikus erődített temploma, erődfala a 17. században épült (felirata szerint 1673-ban). 1661-ben a tatárok a faluval együtt felégették.
Ősi településeit Csécsényt, Monyasdot, Rakottyásdot és Tompádot a tatárok dúlták szét, lakói ezután a Fiság mellé húzódtak.
1703–1704-ben az erdélyi püspökség székhelye volt.
1707-ben Acton tábornok császári serege dúlta fel, majd 1719-ben pestisjárvány pusztított. 1784-ben heti vásártartási jogot kapott. 1910-ben 2127, túlnyomórészt magyar lakosa volt.
A trianoni békeszerződésig Csík vármegye Kászonalcsíki járásához tartozott. 1992-ben 1960 lakosából 1657 magyar és 3 román volt.

## Látnivalók
- Római katolikus erődített temploma, erődfala a 17. században épült (felirata szerint 1673-ban). 1661-ben a tatárok a faluval együtt felégették. 1821-ben mellékszárnyat kapott, ekkor épült tornya is. A templomhoz tartozik a Rózsafüzér kápolna. A cinterem bástyáját 1673-ban építették újjá. Itt nyugszik az 1694-es Xántus-völgyi csata két hőse Tompos István lófő és Szebeni István tanító.
- Nagyboldogasszony kápolna áll a Pósának nevezett dombtetőn (Pósa-hegy) a Paphalála nevű hely közelében, ahol a legenda szerint a tatárok 1661-ben két vagy több ferences szerzetest és papot öltek meg.
- A Kálváriának nevezett domboldalon, a temető szomszédságában két kápolna áll Szent Annának és Krisztus szenvedésének tiszteletére felépítve.
- A falu közepén 18. századi görögkatolikus templom is áll, melyet az ortodoxok használnak.

## Híres emberek

### Itt született
- Szentgyörgyi Ferenc (1616-1663) Erdély püspöke (1656 és 1660 között), majd váci püspök (1660 és 1663 között).[2]
- Újfalvi Albert János (1631-1696) ferences szerzetes, szárhegyi házfőnök.[3]
- Illyés András (1639-1712) Erdély püspöke (1696 és 1712 között), bölcseleti doktor, egyházi író.[4][5]
- Csedő Mihály (1642-1689) esztergomi kanonok, tornai főesperes, zebegényi apát, érseki helynök.[6]
- Illyés István (1650-1711) szendrői püspök (1708 és 1711 között), bölcseleti doktor, egyházi író, Illyés András erdélyi püspök testvére.[7]
- Illyés János András (1685-1733) bölcseleti magiszter, esztergomi apát és kanonok, gömöri főesperes és prépost, szemináriumi igazgató.[8]
- Péterffi István Márton (1720-1787) ferences szerzetes, gyulafehérvári és dési házfőnök, majd erdélyi tartományfőnök.[9]
- Gál József (1794-1855) a 14. határőrezred főszázadosa,[10] Gál Sándor honvéd tábornok, Gál József honvéd százados és Gál Elek honvéd főhadnagy apja.
- Cziriel Antal (1813-1873) teológiai doktor, pap, gimnáziumi igazgató.[11]
- Gál Sándor (1817-1866) honvéd tábornok, az 1848–49-es szabadságharcban a székely hadosztály parancsnoka.[12]
- Gál József (1825-1899) honvéd százados.[13]
- Gál Elek (1829-1858) honvéd főhadnagy.[14]
- Baka János (1840-1928) kántortanító, pedagógiai író, kiváló pedagógus.[15]
- Miklós István (1863-?) prelátus, kanonok és püspökhelyettes.[16]
- Márton Ferenc (1884-1940) festőművész, grafikus, szobrász, építész, bélyegtervező.
- Nyírő Ida Szalézia (1895-1969) szerzetesnő, okleveles ápolónő.[17]
- Csutak László (1919-1995) pápai káplán, csíkszentmihályi plébános, a kommunista diktatúra meghurcolt papja.[18][19]

## Borvízforrások
- Csíkszentgyörgy borvízforrásai

## Testvértelepülései
- Újpest, Magyarország[20]